# Álvaro García Linera
Álvaro Marcelo García Linera (Cochabamba, 19 ottobre 1962) è un politico ed ex guerrigliero boliviano, vicepresidente della Bolivia dal 2006 al 2019.

## Biografia
È nato nella città andina di Cochabamba nel 1962. Dopo avere ricevuto l'educazione primaria al Colegio Don Bosco di Cochabamba e al Domingo Sabio di La Paz, si è diplomato al Colegio San Agustin per proseguire gli studi in matematica all'Universidad Nacional Autónoma de México di Città del Messico dal 1981 e il 1985.
Nel 1985 tornò in Bolivia, iniziò a mettere in pratica i suoi ideali socialisti e di autodeterminazione delle popolazioni indigene affiliandosi al movimento di ispirazione marxista-katarista Ayllus Rojos, costituito da comunità sperimentali del nord-est boliviano.
Quando questo esperimento fallì, optò per un approccio politico più radicale: allineandosi con Felipe Quispe organizzò il gruppo rivoluzionario Ejército Guerrillero Tupac Katari (EGTK), entrandone a far parte principalmente come ideologo. Fu arrestato e accusato di insurrezione e terrorismo per avere distrutto un traliccio dell'alta tensione nella zona rurale nei pressi di La Paz, assieme a sua moglie, la matematica messicana Raquel Gutiérrez. Venne tenuto in carcere in attesa di giudizio per 5 anni e dopo 13 anni la sua liberazione venne svolto il processo dal quale l'EGTK veniva assolto per prescrizione in quanto non erano state fatte alcune accuse ufficiali in prima istanza.
Durante la detenzione, senza essere giudicato, studiò sociologia. Successivamente ha lavorato come professore in questo ambito in varie università del Paese. Parallelamente alla docenza lavora come analista politico e commentatore di notizie.
Nel 2004 ha ricevuto il Premio in Scienze Sociali Agustín Cueva dalla Scuola di Sociologia e Scienze Politiche della Universidad Central del Ecuador di Quito.
Ben conosciuto come membro del mondo accademico che appoggiava la causa indigena e i movimenti di sinistra sudamericani, entrò nel Movimiento al Socialismo per il quale venne candidato ed eletto vicepresidente di Evo Morales nelle elezioni svoltesi nel dicembre 2005.